# 古莉娜茲·哈通采娃
古莉娜茲·哈通采娃（俄语：Гульназ Хатунцева，1994年4月21日—），舊姓巴德科娃（Бадыкова），俄羅斯單車運動員，她代表俄羅斯奧林匹克委員會隊參加了日本舉行的2020年夏季奧林匹克運動會，並且在女子麥迪遜賽上獲得銅牌。